# Cantone di Arenillas
Il cantone di Arenillas è un cantone dell'Ecuador che si trova nella provincia di El Oro.
Il capoluogo del cantone è Arenillas.